# Tudatelmélet
A tudatelmélet vagy mentalizáció az a képesség, hogy mentális állapotokat – elképzeléseket, szándékokat, vágyakat, színlelést, tudást tulajdonítunk magunknak és másoknak. Valamint annak a megértése, hogy mások elképzelései, szándékai, vágyai különböznek a miénktől.

## A tudatelmélet meghatározása
A tudatelmélet annyiban elmélet, hogy a tudat közvetlenül nem tanulmányozható. Azt a feltevést, hogy másoknak van tudata, azért nevezzük tudatelméletnek, mert mindenki csak a saját tudatának meglétét tudja bizonyítani introspekción keresztül, senki nem tud más tudatához közvetlenül hozzáférni. Analógiás alapon, és a társadalmi interakció kölcsönös jellegén – amit meghatároz a megosztott figyelem, a nyelv funkcionális használata és mások érzéseinek, tetteinek megértése – alapuló általános feltételezés, hogy mindenkinek van tudata. A tudatelmélet megléte a feltétele annak, hogy gondolatokat, vágyakat és szándékokat tulajdonítsunk másoknak, hogy megjósoljuk vagy megmagyarázzuk tetteiket és megállapítsuk szándékaikat. Az eredeti meghatározás szerint lehetővé teszi annak a megértését, hogy a mentális állapotok lehetnek okai – ezért használhatók magyarázatként vagy előjelként – mások viselkedésének.
A mentális állapottulajdonítás képessége, és az hogy a viselkedés okának véljük ezeket, részben azt is magában foglalja, hogy a tudat úgy is elképzelhető, mint a „reprezentációk generátora”. Ha valakinek nincs teljes mentális állapottulajdonítása, az kognitív vagy fejlődési károsodás jele lehet.
Úgy tűnik a tudatelmélet öröklött emberi tulajdonság, de olyan, ami sok éves szociális és egyéb tapasztalatot igényel a megvalósuláshoz. Különböző emberek többé-kevésbé hatékony tudatelméleteket fejleszthetnek ki. Az empátia kapcsolódó fogalom, azt jelenti, hogy tapasztalat útján felismerjük és megértjük mások mentális állapotait beleértve a vélekedéseket, vágyakat és különösen az érzelmeket.
A neo-Piagetiánus kognitív fejlődéselmélet szerint a tudatelmélet egy szélesebb hiperkognitív képesség mellékterméke, ami regisztrálja, figyeli és reprezentálja a tudat működését.
A tudatelmélet-kutatás különböző populációkban (emberi és állati, felnőtt és gyerek, normálisan és atípusosan fejlődő) gyorsan növekedett Permack és Woodruff tanulmányának (Does the chimpanzee have a theory of mind?) megjelenése óta eltelt 30 évben, csakúgy mint a tudatelmélet elméletek. A feltörekvő szociális idegtudomány úgy járult hozzá a vitához, hogy mentális állapotok megértését követelő feladatok megoldása közben vizsgálták az embereket.
Alternatív beszámolót ad a tudatelméletről az operáns pszichológia, és jelentős tapasztalati bizonyítékot nyújt mind a perspektívaváltás, mind az empátia funkcionális megközelítéséhez. A legfejlettebb operáns megközelítést a "Relational Frame Theory" határozza meg. E szerint a nézet szerint az empátia és a perspektívaváltás képessége egy komplex készletből áll, ami olyan képességekből áll, amelyek azon alapulnak, hogy megtanulunk elválasztani, és verbálisan válaszolni sokkal bonyolultabb kapcsolatokra magunk, mások, hely és idő között.

## A tudatelmélet fejlődése
A tanulmány – amelyiknek állatai képesek voltak tudást és mentális állapotot tulajdonítani csakúgy, mint ahogy ez az emberi törzs- és egyedfejlődés során kialakul – azonosított számos az elmeteóriát előrejelző viselkedésformát. A figyelem detektálása, mások szándékainak megértése és utánzásos élmények fémjelzik a tudatelméletet. Ezek már a tudat fejlődésének korai szakaszában megfigyelhetők. Állatokon és főleg beszélni nem tudó embereken végzett kutatásokban a kutatók gyakran tesznek kijelentéseket ezen tulajdonságok alapján az elméről.
Simon Baron-Cohen kimutatta, hogy a 7-9 hónapos gyerekek érzik a figyelmet, ez a képesség fontos előjele a tudatelmélet kifejlődésének. A figyelem érzése magában foglalja azt, hogy értjük, hogy a látás szelektíven irányítható, mint figyelem. Valamint, hogy a látó nézhet valamit érdeklődésből, és hogy a látás felkelthet gondolatokat. A figyelmet irányíthatja és megoszthatja a rámutatás, vagy megosztott figyelmi helyzet, ami egy másik személy mentális állapotának figyelembevételével jár, különösen az, hogy a személy észrevesz-e egy tárgyat, vagy érdekesnek találja-e. Baron-Cohen szerint a spontán egy tárgyra, mint az érdeklődés tárgyára utalásra való hajlam és ez alapján az irányított figyelem és érdeklődés megítélése lehet a minden emberi kommunikáció mögött húzódó motiváció.
Mások szándékainak megértése egy másik fontos előfeltétele az elme megértésének, mert a szándékosság vagy a „körüliség” alapvető vonása a mentális állapotoknak és eseményeknek. A „szándékossági irányvonalat” Dennett úgy határozta meg, mint annak a megértése, hogy mások tettei célirányosak, és bizonyos hiedelmekből, vágyakból erednek. Három és kétéves gyerekek is meg tudják különböztetni a szándékosságot a véletlentől. Andrew N. Meltzoff azt találta, hogy az egyedfejődés során már korábban, 18 hónapos korban be tudtak fejezni olyan feladatot, amit a kísérletvezető megpróbált, de elhibázott. Ezek szerint a gyerekek értelmezésében a felnőtt viselkedésének volt célja és szándéka. A szándék- és tudástulajdonítást (hamisvélekedés tesztek) általában gyerekeken és állatokon vizsgálják, hogy kimutassák a mentális állapottulajdonítás előzményeit, de Gagliargi és munkatársai rámutattak, hogy a felnőttek sem mindig viselkednek kozisztensen a tulajdonított nézőponttal.

## Kutatás
Az, hogy a három vagy négyévesnél fiatalabb gyerekeknél kifejlett a tudatelmélet, vita tárgyát képezi a kutatók között. Kihívó kérdés ez, mert nehéz megítélni, hogy a még nem beszélő gyerekek mit értenek meg a világról és másokról. A kutatásban a tudatelmélet fejlettségének felmérésére használt teszteknél fontos figyelembe venni a vizsgált gyermek „umwelt”-jét (a német umwelt szó környezetet, környező világot jelent).

### Hamisvélekedés-teszt
Az egyik legfontosabb mérföldkő a tudatelmélet fejlődésében elérni a hamis vélekedés felismerésének képességét. Vagyis megérteni, hogy másoknak lehetnek olyan elképzelései a világról, amelyek nem helyesek. Ahhoz, hogy ezt valaki meg tudja tenni, értenie kell, hogyan alakul ki a tudás. Azt is, hogy az emberek elképzelései a tudásukra alapulnak, hogy a mentális állapotok különbözhetnek a valóságtól, és hogy az emberek viselkedése bejósolható a mentális állapotukból. A hamisvélekedés-teszteknek sok fajtáját fejlesztették ki az eredeti tesztre támaszkodva, amit Wimmer és Perner fejlesztett ki 1983-ban.
A hamisvélekedés-teszt legelterjedtebb változatában, amit Sally–Anne-tesztnek hívnak, a gyerekeknek elmondanak vagy elmutogatnak egy kétszereplős történetet. Például mutatnak a gyereknek két babát, Sallyt és Anne-t. Az egyiknek van egy kosara, a másiknak pedig egy doboza. Sallynek egy üveggolyója is van, amit beletesz a kosarába, és elmegy sétálni. Amíg Sally nincs a szobában, Anne kiveszi a golyót a kosárból, és átteszi a dobozba. Sally visszajön, majd a gyereket megkérdezik, hogy Sally hol fogja keresni az üveggolyót. A gyerek akkor teljesíti sikeresen a tesztet, ha azt válaszolja, hogy Sally a kosárban fogja keresni, ahová rakta. A gyerek hibázik, ha azt mondja, hogy Sally a dobozban fogja keresni a golyót, ahol a gyerek tudomása szerint a golyó van, noha ezt Sally nem tudhatja, hiszen nem látta, hogy a golyót áttették oda.
A teszt sikeres elvégzéséhez a gyereknek meg kell értenie a szituáció egy másik mentális reprezentációját, és azt, hogy ez különbözik az övétől. A gyereknek meg kell tudnia jósolni a viselkedést a fentiek alapján. A hamisvélekedés-tesztet használó kutatások eredményei nagyjából megegyeznek. A legtöbb normálisan fejlődő gyerek négyéves kora előtt nem nagyon tudja sikeresen elvégezni a tesztet. (Megjegyzendő, hogy egy tanulmányban, míg a legtöbb gyerek – Down-szindrómásokat is beleértve – teljesítette a tesztet, az autizmussal diagnosztizált gyerekek 80%-a nem tudta sikeresen elvégezni.)

### Látszat-valóság teszt
Más feladatokat arra fejlesztettek ki, hogy a hamisvélekedés teszttel együtt járó problémákat próbálják megoldani. A látszat-valóság vagy Smarties-tesztben a kísérletvezetők megkérdezik a gyerekeket, hogy mit gondolnak, mi van egy olyan dobozban, ami külseje alapján látszólag Smarties drazsét tartalmaz. Miután a gyerek tippel – általában azt, hogy „Smarties” –, megmutatják neki, hogy a dobozban valójában ceruzák vannak. Ezután a kísérletvezető visszazárja a dobozt, és megkérdezi a gyerektől, hogy mit gondolna szerinte egy olyan ember a tartalmáról, akinek nem mutatták meg, hogy mi van benne. A gyerek akkor teljesíti a tesztet, ha azt válaszolja, hogy egy másik ember azt fogja gondolni, hogy Smarties van a dobozban. Ha azt válaszolja, hogy a másik ember azt fogja gondolni, hogy ceruzák vannak a dobozban, akkor hibázik. Gopnik és Astington (1988) azt találta, hogy a gyerekek négy- vagy ötéves korban tudják sikeresen elvégezni a tesztet.

### Egyéb feladatok
A hamisfénykép-teszt egy másik feladat, ami a tudatelmélet fejlettségét hivatott mérni. Ebben a feladatban a gyerekeknek tudniuk kell, hogy miben különbözik a képen látható dolog, az adott dolog jelenlegi valós állapotától. A hamis-fénykép tesztben, vagy egy helyszín, vagy egy személyazonosság változik meg. A helyváltoztatás tesztben a gyereknek elmesélnek egy történetet valakiről, aki egy tárgyat eltesz valahová (például egy csokit egy zöld pohárszékbe), és készít egy polaroid fényképet. Míg a fénykép elkészül, a tárgy átkerül egy másik helyre (mondjuk egy kék szekrénybe). A gyereknek ezután két kontrollkérdést tesznek fel. Az első az, hogy amikor a kép készült, hol volt a tárgy. A második pedig az, hogy hol van most a tárgy. Ezután a gyereknek felteszik a tesztkérdést is, vagyis hogy hol van a fényképen a tárgy. A gyerek akkor oldja meg helyesen a tesztet, ha jól azonosítja a tárgy helyét a képen, és a kérdéssel egyidőbeni helyét is.
Azért, hogy a feladatok könnyebben hozzáférhetőek legyenek kisgyerekeknek, autistáknak és állatoknak a tudatelmélet-kutatás nonverbális módszereket kezdett alkalmazni. A feladatok egy fajtája módszerként a nézési időt használja fel, mint független változót. Például Woodward azt találta, hogy a kilenc hónapos babák szívesebben néznek egy emberi kéz által végrehajtott cselekvést, mint egy élettelen kéz formájú tárggyal végrehajtottat. Más módszerekben az utánzásos viselkedés arányát vizsgálják, vagyis azt a képességet, hogy másolják és befejezik a célorientált cselekvéseket. Meg szokták figyelni még a szimbólum játékok arányát is.

## Patológiája
A tudatelmélet képességének korlátozottságát elmevakságnak nevezik. Az érintetteknek nehézségeik vannak azzal, hogy mások helyébe képzeljék magukat; így nehézkesen látják az egyes jelenségeket a magukétól különböző szemszögből. Nehezen értik meg mások szándékait; nem értik, hogy viselkedésük hogyan érint másokat; és nehézségeik vannak a szociális kölcsönösséggel. Ez a hiányosság fellelhető autistáknál, szkizofréniában, nonverbális tanulási zavar vagy figyelemhiányos hiperaktivitás-zavar esetén,  narkotikumok, alkohol, alvásmegvonás hatására, vagy lehet erős érzelmi vagy testi fájdalmak következménye. Halló szülők siket gyerekei, akik csak később kerülnek kapcsolatba egy jelnyelvvel, szintén megtapasztalják ezt a nehézséget; de mivel ez náluk nem kognitív, hanem nyelvi deficit, a nyelvelsajátítás hatására eltűnik.

### Autisták
Simon Baron-Cohen, Alan M. Leslie és Uta Frith 1985-ben azt állította, hogy az autista gyerekek nem alkalmazzák a tudatelméletet, és az autista gyerekeknek különösen azzal van nehézségeik, hogy megértsék mások hiedelmeit. Ezek a nehézségek megmaradnak a nyelvelsajátítás után is, amit úgy tekintettek, mint az autizmus kulcstényezőjére. Gernsbacher és Yergeau 2019-ben a klasszikus tudatelméleti kísérletek megismétléséről írt, és más eredményekre jutott, mint ők, és a hasonló tanulmányok metaanalitikai hatásméretei kicsik vagy éppen minimálisak. Amellett érveltek, hogy tapasztalati alapon megkérdőjelezhető az az állítás, hogy az autisták képtelenek a tudatelméletre.
Sok diagnosztizált autistának súlyos nehézségeik vannak azzal, hogy mentális állapotokat tulajdonítsanak másoknak, és úgy látszik, hogy néhányuknál hiányzik a tudatelmélet. Az autizmus és a tudatelmélet közötti kapcsolatot tanulmányozó kutatók többféleképpen is megpróbálták kifejteni a kapcsolatot a kettő között. Az egyik elmélet szeriont a tudatelméletnek köze van mind a gyermekkori szerepjátékhoz, mind abban, hogy másoknak mentális állapotokat tulajdonítsanak.  Leslie szerint a tudatelmélet kapacitás arra, hogy mentálisan reprezentáljon gondolatokat, hiedelmeket, vágyakat, függetlenül attól, hogy az adott körülmények valósak vagy képzeltek-e. Ez megmagyarázhatja, hogy egyes autistáknak miért vannak nehézségei a tudatelmélettel és a szerepjátékkal. Hobson egy szociális szempontú magyarázatot ad, ami abból indul ki, hogy az autisztikus egyéneknek torzult az érzelmek megértése és az azokra adott válasza.  Elmélete szerint a tipikusan fejlődő egyének olyan képességekkel születnek, amelyek lehetővé teszik mások érzelmeinek megértését és az azokra adott megfelelő reakciót. Mások szerint az autizmus magában foglal egy specifikus megkésett fejlődést, így az autista gyerekeknél előforduló hiányosságok különbözőek, mivel a növekedés különböző fázisaiban találkoznak nehézségekkel. A nagyon korai visszaesések megváltoztathatják a kapcsolt képességek fejlődését, ami hibát okozhat egy teljes tudatelmélet megalkotásában is.
Szemben a hagyományos elképzeléssel, hogy a tudatelmélet vagy létezik, vagy nem, az újabb elméletek úgy gondolják, hogy ez egy kontinuum mentén valósul meg. Míg egyes kutatók arra jutottak, hogy egyes autisták képtelenek mentális állapotot tulajdonítani másoknak, az újabb bizonyítékok arra utalnak, hogy léteznek mechanizmusok, amelyek segítik ennek a spektrumnak a létrejöttét. A bináris elképzelés stigmatizálhatja az autista felnőtteket, ahogy az empátia hiányának feltételezése a dehumanizáció indokául szolgálhat.
Tine et al. szerint a szociális tudatelméletben az Asperger-szindrómás gyerekek jobban teljesítenek, mint a többi autisztikus gyerek.
Általában a fejlettebb tudatelméletre képes gyerekek szociális készségei fejlettebbek, jobban alkalmazkodnak az új helyzetekhez, és jobban együtt tudnak működni, mint a többi gyerek. Ennek eredményeként népszerűbbek is. Azonban ezt a készséget használják társaik manipulálására és rászedésére is. A gyengébb tudatelméletre képes gyerekek, például az autista gyerekeket társaik kiközösíthetik, rosszabb kommunikációs képességeik miatt. A beilleszkedés nehézségei negatívan hatnak a fejlődésre, és megnövelhetik a depresszív tünetek kockázatát.
A társak által mediált beavatkozások (PMI) egy iskola alapú megközelítés autista gyerekek és kamaszok számára, ahol szerepmodelleket tanítanak társaiknak, amelyek segítik a társas viselkedést. Laghi et al. tanulmányozta, hogy a proszociális (kedves) és az antiszociális (barátságtalan) tudatelméletek a tanári ajánlások mellett mennyire járhatnak hozzá a megfelelő alanyok kiválasztásához. Elméletileg a fejlett tudatelméletre képes és a tudatelméletet proszociálisan használó gyerekek hatékonyabbá teszik a programot. Ezzel szemben az eredmények szerint a megfelelő jelöltek kiválasztásában a tudatelmélet szociális használatának elemzése nem hatékony, vagyis nem jósolható meg ez alapján a jelölt későbbi működésére.
Egy 2014-es, a tudatelmélet alapján végzett beavatkozásokról szóló Cochrane-cikk szerint a tudatelmélet megtanítható autistáknak. Azonban kevés bizonyíték van arra, hogy ez a készség megmarad, általánosítva lesz más helyzetekre, vagy hat kapcsolódó készségek fejlődésére is.
Egyes 21. századi tanulmányok megmutatták, hogy egyes tudatelméletről szóló tanulmányok félreértelmezték az autisták teszteredményeit a kettős empátia probléma miatt. Ez azt jelenti, hogy neurológiai különbségek miatt nem egyszerűen az autistáknak van problémájuk a nem autista emberek megértésével, hanem a nem autista részt vevőknek ugyanúgy nehézségeik vannak az autisták megértésével. Tanulmányok megmutatták, hogy az autista felnőttek autista felnőttekkel párosítva jobb eredményeket érnek el, ahogy a közeli családtagokkal párosítva is, akik lehet, hogy autisták.  Az ezt az elméletet elfogadó tudósok szerint az autisták értik meg jobban a többi embert, hiszen a többség nem autista.

### Szkizofrén betegek
A szkizofréniával diagnosztizált betegek tudatelméleti képességeiben előfordulhatnak deficitek. Mirjam Sprong és kollégái a károsodás kutatásához 29 cikk eredményeit dolgozták fel, amelyekben összesen 1500 résztvevő adatai szerepelnek. Metaanalízisük egyértelműen arra utal, hogy a szkizofrén betegek sérült tudatelméleti képességekkel rendelkeznek. Ezek a deficitek a negatív tünetekkel rendelkező betegeknél jelentkeznek a legerősebben, ők nem képesek reprezentálni mások, illetve saját maguk mentális állapotait. A paranoid szkizofréniás betegek szintén rosszul teljesítenek a tudatelméleti feladatokon, mivel nekik nehezükre esik mások szándékainak felismerése. A kutatás további eredményei azt mutatják, hogy a résztvevők IQ-ja, neme és kora nincsen hatással a tudatelméleti feladatokon elért teljesítményre.
Aktuális kutatási eredmények arra utalnak, hogy a tudatelméleti képesség sérülése negatív hatással van a páciensek betegségbelátására. A belátáshoz szükség van a tudatelméletre — egy személynek fel kell vennie egy harmadik személy perspektíváját, hogy úgy tekinthessen magára, mint mások. Egy páciens, akinek teljes betegségbelátása van, képes arra, hogy pontos képet alkosson magáról. Ezt úgy éri el, hogy önmagát másokkal hasonlítja össze és mások perspektívájából figyeli meg. A betekintés lehetővé teszi, hogy a beteg észrevegye a tüneteit és megfelelően reagáljon azokra. Egy belátással nem rendelkező beteg az önmagáról alkotott pontos kép híján nem veszi észre, hogy mentális zavarral él. A társas jelekből való olvasás és egy másik ember perspektívájának felvételének képessége számos terápiás módszerrel fejleszthető.
A mai szakirodalom többsége azt az álláspontot támasztja alá, hogy a tudatelméleti képesség szkizofréneknél inkább egy stabil vonásjellemző, mint állapot. A Sprong és munkatársai által végzett metaanalízis azt mutatta, hogy a pácienseknek a remissziós fázisuk alatt is megmaradt a tudatelméleti sérülésük. Ezek az eredmények arra utalnak, hogy a deficit nem csupán a szkizofrénia aktív fázisainak következménye.
A szkizofrén betegek tudatelméleti deficitje korlátozza őket hétköznapi társas interakcióikban. A megzavart interakciót jól példázza egy szkizofrén szülő viszonya a gyerekével. A tudatelmélet kifejezetten fontos a szülőknek, hogy megérthessék gyermekük gondolatait és viselkedését, és így megfelelő módon reagálhassanak rájuk. A szkizofrén anyák az egészségesekhez képest zárkózottabbak, csendesebbek, jobban el vannak magukkal foglalva, érzéketlenebbek, kevésbé válaszkészek, kevesebb kielégítő kapcsolatuk van a gyerekeikkel, ezen felül pedig sokszor félreértelmezik a gyermekeik által adott érzelmi jeleket, illetve a semleges arckifejezéseket is gyakran értelmezik negatívnak. A szerepjátszás és az egyéni vagy csoportos terápia hatékony beavatkozásoknak bizonyulnak a szülők tudatelméleti és perspektívaváltási képességeik fejlesztésére. Annak ellenére, hogy a tudatelméleti deficit szoros kapcsolatban van a szülői szerep gyenge működésével, a kettő közötti oksági kapcsolat még feltárásra vár.   

### Az alkohol hatása
A tudatelmélet hiányossága más szociális-kognitív hiányosságokkal együtt gyakran megtalálható alkoholbeteg személyekben, az alkohol agyra, különösen prefrontális kéregre gyakorolt neurotoxikus hatása miatt.

### Depressziós szakasz és diszfória
Egy mélyebb depressziós szakaszban levő egyén a társas készségek romlását tapasztalja, és hiányosságokat mutat a tudatelmélet dekódolásában. A tudatelmélet dekódolása azt a képességet jelenti, ami a környezetben elérhető információt használja mások mentális állapotának pontos meghatározásához, például arckifejezéseket, test pozíciókat, hanglejtést. Ennek az ellenkezője figyelhető meg a depresszióra hajlamos egyénekben, többek között mélyebb depressziós szakaszt átélt egyénekben, diszfóriában vagy olyan egyénekben, akiknek anyja mélyebb depressziós szakaszt élt át.

### Nyelvfejlődési rendellenesség
Nyelvfejlődési rendellenessége van annak a gyereknek, aki alacsonyabb pontszámot ér el olvasási és írási tesztekben, de nem nyelvi intelligenciája normális. Ezek a speciális hiányosságok megjelenhetnek a lexikális szemantikában, a nyelvtanban vagy a pragmatikában, vagy pedig ezek kombinációjaként. Gyakran rosszabb társas készségeket mutatnak, mint a többi gyerek, és úgy látszik, hogy mások hiedelmeinek dekódolásával is problémáik vannak. Egy újabb metaelemzés szerint a nyelvfejlődési rendellenességű gyerekek lényegesen kevesebb pontot szereznek a tudatelméletes feladatokban, mint a tipikusan fejlődő gyerekek. Ez megerősíti azt az állítást, hogy a nyelvfejlődés fontos a tudatelmélet szempontjából.

## Állatok tudatelmélete
Az még egy megválaszolatlan kérdés, hogy az emberek mellett más állatoknak van-e genetikai adottsága és olyan társas környezete, mely lehetővé teszi az elmeteória kialakítását ugyanolyan módon, mint az embergyerekek. Ez máig vitatott téma, mert az állat viselkedéséből tudunk csak következtetni a gondolkodás létezésére, valamint a szelf vagy öntudat koncepciójának létezésére, vagy bizonyos gondolatokra. Az egyik probléma a nem-humán elmeteória tanulmányokkal, a megfelelő számú természetes megfigyelés hiánya, ami betekintést engedne abba, hogy milyen evolúciós nyomás nehezedik az adott faj tudatelméletének kifejlődésére.
A nem-humán kutatásoknak mégis van létjogosultsága, és különösen hasznos annak megvilágításában, hogy mely nonverbális viselkedés mutat elmeteória összetevőket. Ahhoz is nagyban hozzájárul, hogy rámutasson az evolúció olyan lehetséges lépcsőire, melyekre sokan, mint a társas megismerés kizárólag emberi aspektusaira tekintenek.
Bár nehéz tanulmányozni emberszerű elmeteóriát és elmeállapotokat olyan fajoknál, melyeknek a potenciális elmeállapotát nem teljesen ismerjük, a fajok komplexebb képességeinek egyszerűbb komponenseinek kutatása mégis észszerűnek tűnik. Például, sok kutató vizsgálja az állatok intenció, tekintet, perspektíva vagy tudás (vagy pontosabban, mit látott a másik fél) megértését. Call és Tomasello tanulmányában, mely a szándék megértését vizsgálta orangutánoknál, csimpánzoknál és gyerekeknél azt mutatja, hogy mindhárom faj megérti a különbséget a véletlen és szándékos cselekedetek között. Az ilyen irányú kutatások egyik nehézsége, hogy a megfigyelt jelenségek gyakran magyarázhatók egyszerű inger-válasz tanulásként, ahogy a természetben is minden elmeállapot feltételezése a megfigyelhető viselkedésből kikövetkeztetett dolog. Újabban a legtöbb nem-humán elmeteória kutatás emberszabású- és egyéb majmokra irányult. Ezek a majomkísérletek a legérdekesebbek az emberi társas kogníció evolúciójának tanulmányozása szempontjából. Az elmeállapot-tulajdonítás szempontjából relevánsak még a bíbicekkel és kutyákkal végzett vizsgálatok, melyek a mások figyelmének megértésére nyújtanak előzetes bizonyítékokat – ami az elmeteória egyik előjele.
Némi vita alakult ki az állatok elmeteóriára való képességét vagy képtelenségét megmutatni próbáló bizonyítékok értelmezése körül. Két példa ennek demonstrálására: Povinelli et al. (1990) csimpánzokat két kísérletvezető közötti választás elé állította, akiktől élelmet kérhettek: az egyik látta hova lett az élelem elrejtve, a másik különböző okoknál fogva (vödör vagy zacskó a fején, szeme kendővel letakarva, vagy el volt fordulva) nem tudta, csak tippelhetett. Azt találták, hogy az állatok legtöbbször megkülönböztetés nélkül kértek élelmet mindkét gondozótól. Ezzel szemben Hare, Call, és Tomasello (2001) azt találta, hogy az alárendelt csimpánzok képesek a domináns rivális csimpánz tudását figyelembe venni annak meghatározására, hogy melyik élelmet tartalmazó tárolót közelítsék meg. William Field és Sue Savage-Rumbaugh-nak nincs kétségük, hogy a bonobóknak elmeteóriájuk van, és ezt a maguk által nevelt jól ismert Kanzival való kommunikációval támasztják alá.
Call és Tomasello (2008) 30 év csimpánzok tudatelméletének kutatásait foglalja össze. Fontos fordulatként jellemzik a 90-es évektől tapasztalható változást a kutatási paradigmákban. Korábban meglehetősen mesterkélt kísérleti körülmények között tesztelték a csimpánzok tudatelméletét, amire példa a fent említett kísérlet, amikor vödör volt a gondozó fején. Ilyen helyzettel természetes környezetükben nem valószínű, hogy találkoznak a csimpánzok. Később az eredeti környezetükhöz hasonló, például versengő helyzetekben vizsgálták a majmokat. Összességében azt találták, hogy többször, új helyzetekben is megfigyelhető a másik elmeállapotának megértése. A kísérletek egyik csoportja a célok, szándékok megértésére irányult. Az egyik eredmény szerint a csimpánzok a cselekvő céljára reagálnak, nem a sikertelen vagy véletlen akció felszíni megjelenésére. Továbbá megfigyelhető, hogy ételkeresési helyzetben más reakciót mutatnak, ha a gondozó nem akar adni, vagy nem tud adni valamit. Azt is megfigyelték, hogy a partner cselekedetére reagálnak: a tolvajon állnak bosszút, nem azon az ártatlanon, aki véletlen megkapta az ellopott dolgot. Fogvatartott és gondosan trenírozott csimpánzok inkább a szándékos, mint a véletlen cselekedetet imitálják.
A cél megértéséhez a partner észleléséről, ismeretéről is tudni kell, ezeket is vizsgálták. Megfigyelhető csimpánzoknál a tekintetkövetés, gesztikulálásnál figyelembe veszik a partner figyelmét, és (ételért) versengő helyzetben figyelembe veszik, hogy mit lát, hall, tud a másik fél. Embergyermekek tudatelméletének vizsgálatakor ilyen és hasonló kísérleteket használnak, melyekben a megfelelő korú gyerekek jól teljesítenek, tehát nagyrészt hasonló képességekkel rendelkeznek a csimpánzok. Egyedül a hamisvélekedés felismerését nem sikerült még kísérleti helyzetben kimutatni a csimpánzoknál.

## Fordítás
Ez a szócikk részben vagy egészben  a   Theory of mind című angol Wikipédia-szócikk fordításán alapul.  Az eredeti cikk szerkesztőit annak laptörténete sorolja fel. Ez a jelzés csupán a megfogalmazás eredetét és a szerzői jogokat jelzi, nem szolgál a cikkben szereplő információk forrásmegjelöléseként.
- Ez a szócikk részben vagy egészben  a   Theory of mind című angol Wikipédia-szócikk ezen változatának fordításán alapul.  Az eredeti cikk szerkesztőit annak laptörténete sorolja fel. Ez a jelzés csupán a megfogalmazás eredetét és a szerzői jogokat jelzi, nem szolgál a cikkben szereplő információk forrásmegjelöléseként.